# Grand Prix Španělska 1995
Grand Prix Španělska 1995 (XXXVII Gran Premio de España Telefónica), 4. závod 46. ročníku mistrovství světa jezdců Formule 1 a 37. ročníku poháru konstruktérů, historicky již 568. grand prix, se již tradičně odehrála na okruhu v Barceloně.

## Výsledky

### Kvalifikace
| Pořadí | Číslo | Pilot                  | Konstruktér        | Čas      | Odstup |
| ------ | ----- | ---------------------- | ------------------ | -------- | ------ |
| 1      | 1     | Michael Schumacher     | Benetton-Renault   | 1:21.452 |        |
| 2      | 27    | Jean Alesi             | Ferrari            | 1:22.052 | +0.600 |
| 3      | 28    | Gerhard Berger         | Ferrari            | 1:22.071 | +0.619 |
| 4      | 6     | David Coulthard        | Williams-Renault   | 1:22.332 | +0.880 |
| 5      | 5     | Damon Hill             | Williams-Renault   | 1:22.349 | +0.897 |
| 6      | 15    | Eddie Irvine           | Jordan-Peugeot     | 1:23.352 | +1.900 |
| 7      | 2     | Johnny Herbert         | Benetton-Renault   | 1:23.536 | +2.084 |
| 8      | 14    | Rubens Barrichello     | Jordan-Peugeot     | 1:23.705 | +2.253 |
| 9      | 8     | Mika Häkkinen          | McLaren-Mercedes   | 1:23.833 | +2.381 |
| 10     | 7     | Nigel Mansell          | McLaren-Mercedes   | 1:23.927 | +2.475 |
| 11     | 25    | Martin Brundle         | Ligier-Mugen-Honda | 1:24.727 | +3.275 |
| 12     | 30    | Heinz-Harald Frentzen  | Sauber-Ford        | 1:24.802 | +3.350 |
| 13     | 4     | Mika Salo              | Tyrrell-Yamaha     | 1:24.971 | +3.519 |
| 14     | 9     | Gianni Morbidelli      | Footwork-Hart      | 1:25.053 | +3.601 |
| 15     | 26    | Olivier Panis          | Ligier-Mugen-Honda | 1:25.204 | +3.752 |
| 16     | 12    | Jos Verstappen         | Simtek-Ford        | 1:25.827 | +4.375 |
| 17     | 3     | Ukjó Katajama          | Tyrrell-Yamaha     | 1:25.946 | +4.494 |
| 18     | 10    | Taki Inoue             | Footwork-Hart      | 1:26.059 | +4.607 |
| 19     | 23    | Pierluigi Martini      | Minardi-Ford       | 1:26.619 | +5.167 |
| 20     | 29    | Karl Wendlinger        | Sauber-Ford        | 1:27.007 | +5.555 |
| 21     | 24    | Luca Badoer            | Minardi-Ford       | 1:27.345 | +5.893 |
| 22     | 11    | Domenico Schiattarella | Simtek-Ford        | 1:27.575 | +6.123 |
| 23     | 17    | Andrea Montermini      | Pacific-Ford       | 1:28.094 | +6.642 |
| 24     | 16    | Bertrand Gachot        | Pacific-Ford       | 1:28.598 | +7.146 |
| 25     | 22    | Roberto Moreno         | Forti-Ford         | 1:28.963 | +7.511 |
| 26     | 21    | Pedro Diniz            | Forti-Ford         | 1:29.540 | +8.088 |

### Závod
| Pořadí | Číslo | Jezdec                 | Konstruktér        | Kola | Čas/odstoupení  | Start | Body |
| ------ | ----- | ---------------------- | ------------------ | ---- | --------------- | ----- | ---- |
| 1      | 1     | Michael Schumacher     | Benetton-Renault   | 65   | 1:34:20.507     | 1     | 10   |
| 2      | 2     | Johnny Herbert         | Benetton-Renault   | 65   | +51.988         | 7     | 6    |
| 3      | 28    | Gerhard Berger         | Ferrari            | 65   | +1:05.237       | 3     | 4    |
| 4      | 5     | Damon Hill             | Williams-Renault   | 65   | +2:01.749       | 5     | 3    |
| 5      | 15    | Eddie Irvine           | Jordan-Peugeot     | 64   | +1 kolo         | 6     | 2    |
| 6      | 26    | Olivier Panis          | Ligier-Mugen-Honda | 64   | +1 kolo         | 15    | 1    |
| 7      | 14    | Rubens Barrichello     | Jordan-Peugeot     | 64   | +1 kolo         | 8     |      |
| 8      | 30    | Heinz-Harald Frentzen  | Sauber-Ford        | 64   | +1 kolo         | 12    |      |
| 9      | 25    | Martin Brundle         | Ligier-Mugen-Honda | 64   | +1 Lap          | 11    |      |
| 10     | 4     | Mika Salo              | Tyrrell-Yamaha     | 64   | +1 kolo         | 13    |      |
| 11     | 9     | Gianni Morbidelli      | Footwork-Hart      | 63   | +2 kola         | 14    |      |
| 12     | 12    | Jos Verstappen         | Simtek-Ford        | 63   | +2 kola         | 16    |      |
| 13     | 29    | Karl Wendlinger        | Sauber-Ford        | 63   | +2 kola         | 20    |      |
| 14     | 23    | Pierluigi Martini      | Minardi-Ford       | 62   | +3 kola         | 19    |      |
| 15     | 11    | Domenico Schiattarella | Simtek-Ford        | 61   | +4 kola         | 22    |      |
| Ret    | 3     | Ukjó Katajama          | Tyrrell-Yamaha     | 56   | Motor           | 17    |      |
| Ret    | 6     | David Coulthard        | Williams-Renault   | 54   | Převodovka      | 4     |      |
| Ret    | 8     | Mika Häkkinen          | McLaren-Mercedes   | 53   | Palivový systém | 9     |      |
| Ret    | 10    | Taki Inoue             | Footwork-Hart      | 43   | Převody         | 18    |      |
| Ret    | 16    | Bertrand Gachot        | Pacific-Ford       | 43   | Požár           | 24    |      |
| Ret    | 22    | Roberto Moreno         | Forti-Ford         | 39   | Přehřívání      | 25    |      |
| Ret    | 27    | Jean Alesi             | Ferrari            | 25   | Motor           | 2     |      |
| Ret    | 24    | Luca Badoer            | Minardi-Ford       | 21   | Převodovka      | 21    |      |
| Ret    | 7     | Nigel Mansell          | McLaren-Mercedes   | 18   | Řízení          | 10    |      |
| Ret    | 21    | Pedro Diniz            | Forti-Ford         | 17   | Převodovka      | 26    |      |
| DNS    | 17    | Andrea Montermini      | Pacific-Ford       | 0    | Nestartoval     | 23    |      |

## Průběžné pořadí šampionátu
Pohár jezdců
| Pořadí | Jezdec             | Body |
| ------ | ------------------ | ---- |
| 1      | Michael Schumacher | 24   |
| 2      | Damon Hill         | 23   |
| 3      | Jean Alesi         | 14   |
| 4      | Gerhard Berger     | 13   |
| 5      | David Coulthard    | 9    |

Pohár konstruktérů
| Pořadí | Konstruktér      | Body |
| ------ | ---------------- | ---- |
| 1      | Ferrari          | 27   |
| 2      | Williams-Renault | 26   |
| 3      | Benetton-Renault | 23   |
| 4      | McLaren-Mercedes | 6    |
| 5      | Sauber-Ford      | 3    |